# 広島県道397号福田戸手線
広島県道397号福田戸手線（ひろしまけんどう397ごう ふくだとでせん）は、広島県福山市を通る一般県道である。

## 概要
福山市芦田町大字福田から国道486号に至る。
路線名称からすれば終点は福山市新市町大字戸手にあることになっているが、事実上の終点は上河原交差点（福山市芦田町大字福田）であり、新市町戸手地内には一切単独区間を持たないし終点がどこにあるかも判然としない。なお、芦品郡芦田町が福山市に編入された際に上河原交差点がある上河原地区を芦品郡新市町大字戸手に帰属させる話があったことが1974年（昭和49年）3月1日付中国新聞朝刊に見えるが、結局行われずじまいになっている。

### 路線データ
- 起点：福山市芦田町大字福田（広島県道396号柞磨駅家線交点）
- 終点：福山市芦田町大字福田（上河原交差点、国道486号交点）
- 総延長：約1.3 km

## 歴史
- 1960年（昭和35年）10月10日 - 広島県告示第682号により広島県道241号福田戸手線として認定される。
- 1972年（昭和47年）11月1日 - 広島県の県道番号再編により現行の県道番号に変更される。
- 1974年（昭和49年）4月1日 - 芦品郡芦田町が福山市に編入されたことに伴い事実上全区間が福山市域のみを通る路線になり、併せて起終点の地名表記が変更される（芦品郡芦田町福田→福山市芦田町福田）。
- 2003年（平成15年）2月3日 - 芦品郡新市町が福山市に編入されたことに伴い、改めて名実ともに福山市域のみを通る路線になる。

## 路線状況
福戸橋に重量規制（14 t）がある他、離合困難な狭隘箇所がある。

### 道路施設

#### 橋梁
- 瓜原川（有地川、福山市芦田町大字福田）
- 才町川（才町川、福山市芦田町大字福田）
- 福戸橋（芦田川、福山市芦田町大字福田）

## 地理

### 通過する自治体
- 福山市

### 交差する道路
| 交差する道路            | 交差する場所   | 交差する場所        |
| ----------------------- | -------------- | ------------------- |
| 広島県道396号柞磨駅家線 | 芦田町大字福田 | 起点                |
| 国道486号               | 芦田町大字福田 | 上河原交差点 / 終点 |

### 沿線
- 芦田川